# Lubomír Hrstka
Lubomír Hrstka (* 28. listopadu 1946, Brno) je bývalý český hokejový obránce. Po skončení aktivní kariéry působil jako trenér. V letech 1992–2000 byl majitelem fotbalového klubu FC Boby Brno a brněnského Bobycentra.

## Hokejová kariéra
V československé lize hrál za TJ ZKL/Zetor Brno. Odehrál 13 ligových sezón, nastoupil ve 451 ligových utkáních, dal 33 ligových gólů a měl 66 asistencí. Tvrdý obránce s dobrou střelou.

## Život
Vystudoval Pedagogickou fakultu Masarykovy univerzity. V roce 1993 otevřel v Brně hotelový komplex s diskotékou a obchody Bobycentrum. Koncem 90. let byl na jeho firmy vyhlášen konkurz kvůli dluhům přesahujícím 2 miliardy korun. V roce 2001 byl odsouzen ke třem letům odnětí svobody za poškozování věřitele.

## Klubové statistiky
| Sezona    | Klub          | Soutěž  | Základní část | Základní část | Základní část | Základní část | Základní část |
| Sezona    | Klub          | Soutěž  | Z             | G             | A             | B             | TM            |
| --------- | ------------- | ------- | ------------- | ------------- | ------------- | ------------- | ------------- |
| 1967/1968 | TJ ZKL Brno   | 1. liga | 22            | 4             | 1             | 5             | -             |
| 1968/1969 | TJ ZKL Brno   | 1. liga | 12            | 1             | 1             | 2             | -             |
| 1969/1970 | TJ ZKL Brno   | 1. liga | 18            | 2             | 1             | 3             | -             |
| 1970/1971 | TJ ZKL Brno   | 1. liga | 44            | 2             | 5             | 7             | -             |
| 1971/1972 | TJ ZKL Brno   | 1. liga | 36            | 2             | 2             | 4             | 26            |
| 1972/1973 | TJ ZKL Brno   | 1. liga | 36            | 3             | 7             | 10            | 30            |
| 1973/1974 | TJ ZKL Brno   | 1. liga | 44            | 1             | 15            | 16            | -             |
| 1974/1975 | TJ ZKL Brno   | 1. liga | 33            | 2             | 6             | 8             | -             |
| 1975/1976 | TJ ZKL Brno   | 1. liga | 33            | 2             | 4             | 6             | -             |
| 1976/1977 | TJ Zetor Brno | 1. liga | 42            | 2             | 0             | 2             | -             |
| 1977/1978 | TJ Zetor Brno | 1. liga | 44            | 5             | 4             | 9             | 45            |
| 1978/1979 | TJ Zetor Brno | 1. liga | 44            | 2             | 6             | 8             | 42            |
| 1979/1980 | TJ Zetor Brno | 1. liga | 44            | 5             | 14            | 19            | 46            |

## Trenérská kariéra
Jako hlavní trenér vedl v nejvyšší soutěži TJ Zetor Brno.